# While She Was Out
While She Was Out (bra: Enquanto Ela Está Fora; prt: Perigosa Perseguição) é um filme de suspense estadunidense de 2008 estrelado por Kim Basinger e Lukas Haas. Basinger interpreta uma dona de casa suburbana que é forçada a se defender sozinha quando fica presa em uma floresta deserta com quatro bandidos assassinos, incluindo o jovem “Huey” interpretado por Jamie Starr. Foi escrito e dirigido pela produtora de cinema Susan Montford baseado em um conto de Edward Bryant, que era originalmente um episódio da série de TV The Hidden Room em 1993. O filme foi produzido por Mary Aloe e Don Murphy. Seus produtores executivos incluíram Guillermo del Toro e Basinger. O filme foi rodado em 2006 e teve um lançamento muito limitado em 5 cinemas no Texas durante 2008.

## Sinopse
Na véspera de Natal, a dona de casa suburbana Della Myers começa uma discussão com seu marido abusivo, Kenneth. Depois de colocar os dois filhos para dormir, ela dirige até o shopping para comprar papel de embrulho e cartões. No shopping, ela não consegue encontrar vaga por um tempo e com raiva deixa um bilhete no para-brisa de um carro que está estacionado usando até duas vagas. Ela sai da loja quando o shopping está fechando e o estacionamento está quase deserto. Ela percebe que o bilhete sumiu do carro 'ofensivo'. Quando ela entra em seu próprio carro, o carro em que ela havia deixado o bilhete pára atrás dela.
Ela confronta o carro e quatro jovens emergem - Huey, Vingh e Tomás - liderados por Chuckie. Eles ameaçam estuprá-la. Della insulta Chuckie e um segurança intervém, mas ele é morto a tiros por Chuckie. Quando a gangue percebe que eles cometeram um assassinato, Della consegue ligar o carro e ir embora. Eles a seguem, com a intenção de matá-la, pois ela é a única testemunha. Enquanto a perseguem a alguma distância, ela eventualmente bate seu carro em uma área deserta onde casas estão em construção. Ela tira um sinalizador e uma caixa de ferramentas de seu carro e se esconde atrás de uma retroescavadeira.
Della corre pelos prédios em construção para se esconder enquanto eles procuram por ela. Depois de algum tempo, os bandidos a encurralam e a ameaçam pelo nome, pois encontraram sua carteira de motorista em sua bolsa no carro. Enquanto eles a fazem abrir a caixa de ferramentas, ela atinge Chuckie com uma chave inglesa e foge novamente para uma floresta próxima. Enquanto a perseguia, Tomás acidentalmente pisa em Huey, que cai em uma construção e morre com o pescoço quebrado.
Depois de algum esconde-esconde na mata, Della bate e finalmente mata Tomás com uma chave inglesa. Ela foge por um riacho, perseguida por Chuckie e Vingh. Della se aproxima furtivamente de Vingh, o mata com uma chave de fenda e se esconde atrás de uma árvore caída. Chuckie tenta persuadir Della a desistir; ele fala sobre os filhos dela, dizendo que vai fazer uma visita a eles. Ele diz a ela o que pensa dela, que ela leva uma vida chata que ela não quer, maltratada pelo marido. Ele a encontra, toca e provoca seu rosto. Ela segura a mão dele, puxa-o para baixo e eles se beijam. Ele saca sua arma enquanto eles começam as preliminares. Ela diz a ele para fazer sexo com ela, e como ele está distraído, ela acende o sinalizador da estrada e o cega, pega sua arma e o mata.
Della volta para casa. Seu marido, Kenneth, reclama que ela saiu tarde e está rastreando lama pela casa, mas Della o ignora. Ela sobe para ver como estão seus filhos, que estão dormindo. O bêbado Kenneth pergunta o que ela trouxe do shopping, e ela responde, "Nada", e aponta a arma para ele.[carece de fontes?]

## Elenco
- Kim Basinger como Della
- Lukas Haas como Chuckie
- Craig Sheffer como Kenneth
- Jamie Starr como Huey
- Leonard Wu como Vingh
- Luis Chávez como Tomás
- Luke Gair como Terri
- Erika-Shaye Gair como Tammi
- Rachel Hayward como Lynn

## Lançamento
O filme teve um lançamento limitado nos cinemas nos Estados Unidos pela Anchor Bay. Foi lançado diretamente em vídeo no Reino Unido.

## Recepção

### Resposta crítica
While She Was Out recebeu apenas 31% de aprovação no Rotten Tomatoes com base em 16 avaliações. De acordo com o L.A. Weekly, é um "conto de vingança feminina surpreendentemente agradável", descrevendo o desempenho de Basinger como "de primeira classe", apesar de "uma lista ridícula de vários bandidos". O New York Observer chamou de "diversão ultra-feminista" com um final "espetacular". Ain't It Cool News chamou a performance de Basinger de "sua melhor em anos". Bitch descartou muito sobre o filme, dizendo que "tem uma ampla quantidade de convenções de gênero cheezy, problemas com ritmo, um bando de vilões bobos, grandes buracos na trama e valores de produção ruins", mas acrescentou que é "realmente fascinante - e notável - como um terror/suspense que realmente se importa com a personagem feminina que coloca em perigo."  O L.A. Times disse que "evita todo o desenvolvimento de enredo e personagem para as cenas de ação banais e diálogos de grau Z", e a crítica do Filmcritic.com disse que seu "diálogo está em algum lugar entre o jardim de infância e a escola de cinema."